# Polyardis adela
Polyardis adela är en tvåvingeart som beskrevs av Pritchard 1947. Polyardis adela ingår i släktet Polyardis och familjen gallmyggor.
Artens utbredningsområde är Minnesota. Arten är reproducerande i Sverige. Inga underarter finns listade i Catalogue of Life.